# Ascenso MX
L'Ascenso MX, è stato il secondo livello del campionato messicano di calcio dal 1994 al 2020. 
La squadra vincitrice veniva promossa in Liga MX, mentre l'ultima classificata retrocedeva in Serie A. È stato sponsorizzato per anni dalla BBVA tramite la sussidiaria messicana BBVA Bancomer, assumendo la denominazione di Ascenso BBVA MX.
Precedentemente nota come Primera División A, la lega ha cambiato nome e formato della competizione nel 2009 divenendo Liga de Ascenso e nel 2012 assumendo la denominazione Ascenso MX. 
La lega è stata abolita il 24 aprile 2020, per effetto della riforma del calcio messicano successiva alla pandemia di COVID-19.

## Storia

### Primera División A
Nel 1994 venne istituita la Primera División A, che prese il posto della Segunda División, retrocessa a terzo livello calcistico del paese. Il cambio di denominazione del secondo livello calcistico messicano avrebbe dovuto, nei piani, uniformare la Primera División e Primera División A nella nomenclatura, eliminando la differenza che sussisteva in passato e formando di fatto un'élite fra le prime due leghe del paese.
Il progetto venne guidato da José Antonio García Rodríguez, presidente della prima divisione. Inizialmente avrebbe previsto l'inclusione delle migliori squadre di Segunda División ed alcune provenienti dagli Stati Uniti (i Los Angeles Salsa ed i San José Black Hawks furono i club più interessati), ma la FIFA declinò questa opzione, consentendo di istituire una nuova lega con esclusivamente composta da società messicane. La stagione inaugurale iniziò quindi con 15 squadre: Atlético Celaya, Atl. San Francisco,  Caimanes de Tabasco, Coras de Tepic, Gallos Aguascalientes, Gallos Blancos UDQ, Guerreros Acapulco,  Inter Tijuana, Irapuato, La Piedad, Marte Morelos, Pachuca, San Luis, Venados de Yucatán e Zacatepec. I Cobras Juárez rifiutarono la proposta per via di problemi finanziari.
Nelle successive due stagioni il numero dei club fu incrementato gradualmente fino a stabilizzarsi a 20 società, numero che rimase comunque soggetto a variazioni per via di fallimenti ed esclusioni. Nel 2006 vennero istituiti due gironi per separare geograficamente le 24 squadre, che nel 2008 divennero 27.

### Liga de Ascenso
Nel 2009 vi fu il primo grande cambiamento nella divisione: il torneo cambiò nome in Liga de Ascenso e venne ridotto a 17 squadre, senza la suddivisione in gironi. I tornei seguenti videro un numero di squadre variabile di anno in anno e compreso fra 14 e 18, sempre in base ai fallimenti e alle esclusioni dell'annata precedente. Tre anni dopo la lega cambiò nuovamente nome, diventando Ascenso MX in occasione del campionato di Apertura 2012.

### Soppressione della lega
Nel 2020 si registrò il numero minimo di club, 12, per via delle esclusioni di Potros UAEM e Loros per problemi economici. Il campionato venne però sospeso dopo l'8ª giornata ed in seguito annullato a causa della pandemia di COVID-19. A causa dell'emergenza e dell'instabilità dei club soggetti a continui fallimenti e rifondazioni, la federazione messicana decise di riformulare il proprio sistema calcistico abolendo le retrocessioni per i successivi sei anni e sopprimendo la seconda divisione, che cessò dunque di esistere.
Al suo posto venne istituita la Liga de Expansión MX, formata dai 12 club partecipanti all'ultima edizione di Ascenso MX, alcune filiali delle società di Liga MX e le squadre con il miglior piazzamento in Liga Premier - Serie A, con lo scopo di garantire continuità ai club, risolvere i propri debiti e ripartire con basi più solide.

## Formato
I primi due campionati (1994-1995 e 1995-1996) furono a girone unico, al termine del quale fu decretato il campione tramite play-off.
Dal 1996 la stagione fu spezzata in due tornei detti Apertura e Clausura (inizialmente Invierno e Verano), a loro volta suddivisi in stagione regolare e Liguilla, la fase finale a eliminazione diretta al termine della quale si sarebbe decretato il club campione, che avrebbe sfidato il vincitore dell'altro torneo nello spareggio promozione.
La stagione regolare ebbe diversi formati, definiti tenendo conto anche del numero dei partecipanti (si passò dal girone unico alla divisione in due o più gironi, per poi tornare al formato originario); al termine del campionato regolare le sette squadre meglio piazzate si sarebbero qualificate ai play-off per decretare il vincitore.
I play-off, comunemente detti Liguilla, partivano dai quarti di finale e prevedevano una doppia sfida con eventuali tiri di rigore in caso di parità. Il vincitore, oltre ad aggiudicarsi il titolo vero e proprio di campione, si qualificava per lo spareggio promozione. Nel caso in cui una squadra fosse riuscita a vincere entrambi i tornei, sarebbe stata promossa automaticamente.

## Squadre 2019-2020
| Squadra              | Città                   |
| -------------------- | ----------------------- |
| Atlante              | Cancún                  |
| Cafetaleros (C)      | Tapachula               |
| Celaya               | Celaya                  |
| Cimarrones           | Hermosillo              |
| Correcaminos UAT     | Ciudad Victoria         |
| Dorados              | Culiacán                |
| Loros                | Colima                  |
| Oaxaca               | Oaxaca de Juárez        |
| Potros UAEM          | Toluca                  |
| Tampico Madero       | Tampico / Ciudad Madero |
| Leones Negros UdeG   | Guadalajara             |
| Venados              | Mérida                  |
| Mineros de Zacatecas | Zacatecas               |
| Zacatepec            | Zacatepec de Hidalgo    |

## Albo d'oro
| Stagione          | Vincitore             | Finalista            | Promosso           |
| ----------------- | --------------------- | -------------------- | ------------------ |
| 1994-1995         | Atlético Celaya       | Pachuca              | Atlético Celaya    |
| 1995-1996         | Pachuca               | Gallos Blancos (H)   | Pachuca            |
| Invierno 1996     | Tigres UANL           | Atlético Hidalgo     | Tigres UANL        |
| Verano 1997       | Tigres UANL           | Correcaminos UAT     | Tigres UANL        |
| Invierno 1997     | Pachuca               | Real Sociedad (Z)    | Pachuca            |
| Verano 1998       | Tigrillos UANL        | Zacatepec            | Pachuca            |
| Invierno 1998     | Venados de Yucatán    | Chivas Tijuana       | Curtidores         |
| Verano 1999       | Curtidores            | Cruz Azul Hidalgo    | Curtidores         |
| Invierno 1999     | Irapuato              | Zacatepec            | Irapuato           |
| Verano 2000       | Irapuato              | Cruz Azul Hidalgo    | Irapuato           |
| Invierno 2000     | Gallos Aguascalientes | La Piedad            | La Piedad          |
| Verano 2001       | La Piedad             | Toros Neza           | La Piedad          |
| Invierno 2001     | Veracruz              | San Luis             | San Luis           |
| Verano 2002       | San Luis              | Tigrillos Saltillo   | San Luis           |
| Invierno 2002     | Irapuato              | La Piedad            | Irapuato           |
| Verano 2003       | León                  | Tapatío              | Irapuato           |
| Apertura 2003     | Dorados               | Cobras Juárez        | Dorados            |
| Clausura 2004     | León                  | Dorados              | Dorados            |
| Apertura 2004     | San Luis              | Atlético Mexiquense  | San Luis           |
| Clausura 2005     | Querétaro             | León                 | San Luis           |
| Apertura 2005     | Puebla                | Cruz Azul Oaxaca     | Querétaro          |
| Clausura 2006     | Querétaro             | Indios               | Querétaro          |
| Apertura 2006     | Puebla                | Petroleros Salamanca | Puebla             |
| Clausura 2007     | Dorados               | León                 | Puebla             |
| Apertura 2007     | Indios                | Dorados              | Indios             |
| Clausura 2008     | León                  | Dorados              | Indios             |
| Apertura 2008     | Querétaro             | Irapuato             | Querétaro          |
| Clausura 2009     | Mérida FC             | Club Tijuana         | Querétaro          |
| Apertura 2009     | Necaxa                | Irapuato             | Necaxa             |
| Bicentenario 2010 | Necaxa                | León                 | Necaxa             |
| Apertura 2010     | Club Tijuana          | Veracruz             | Club Tijuana       |
| Clausura 2011     | Irapuato              | Club Tijuana         | Club Tijuana       |
| Apertura 2011     | Correcaminos UAT      | La Piedad            | León               |
| Clausura 2012     | León                  | Lobos BUAP           | León               |
| Apertura 2012     | La Piedad             | Dorados              | La Piedad          |
| Clausura 2013     | Toros Neza            | Necaxa               | La Piedad          |
| Apertura 2013     | Leones Negros UdeG    | Necaxa               | Leones Negros UdeG |
| Clausura 2014     | Estudiantes Tecos     | Correcaminos UAT     | Leones Negros UdeG |
| Apertura 2014     | Necaxa                | Coras de Tepic       | Dorados            |
| Clausura 2015     | Dorados               | Atlético San Luis    | Dorados            |
| Apertura 2015     | Juárez                | Atlante              | Necaxa             |
| Clausura 2016     | Necaxa                | Mineros de Zacatecas | Necaxa             |
| Apertura 2007     | Dorados               | Atlante              | Lobos BUAP         |
| Clausura 2008     | Lobos BUAP            | Juárez               | Lobos BUAP         |
| Apertura 2017     | Oaxaca                | Juárez               | Nessuna promozione |
| Clausura 2018     | Cafetaleros (T)       | Leones Negros UdeG   | Nessuna promozione |
| Apertura 2018     | Atlético San Luis     | Dorados              | Atlético San Luis  |
| Clausura 2019     | Atlético San Luis     | Dorados              | Atlético San Luis  |
| Apertura 2019     | Oaxaca                | Zacatepec            | Nessuna promozione |
| Clausura 2020     | Torneo cancellato     | Torneo cancellato    | Nessuna promozione |